# 대청로 (대전)
대청로(大淸路)는 대전광역시 대덕구 신탄진동 신탄진네거리부터 미호동 대청교까지 잇는 대전광역시의 도로이다.

## 같이 보기
- 대한민국의 도로